# Гаррісвілл (Юта)
Гаррісвілл (англ. Harrisville) — місто (англ. city) в США, в окрузі Вебер штату Юта. Населення — 7036 осіб (2020).

## Географія
Гаррісвілл розташований за координатами 41°17′8″ пн. ш. 111°59′10″ зх. д. / 41.28556° пн. ш. 111.98611° зх. д. (41.285449, -111.986027).  За даними Бюро перепису населення США в 2010 році місто мало площу 7,81 км², уся площа — суходіл.

## Демографія
Згідно з переписом 2010 року, у місті мешкало 5567 осіб у 1799 домогосподарствах у складі 1465 родин. Густота населення становила 713 осіб/км².  Було 1875 помешкань (240/км²).
Расовий склад населення:
| - 92,4 % — білих - 1,3 % — азіатів - 0,6 % — чорних або афроамериканців - 0,4 % — корінних американців - 0,2 % — вихідців з тихоокеанських островів - 3,1 % — осіб інших рас |

До двох чи більше рас належало 2,0 %. Частка іспаномовних становила 8,4 % від усіх жителів.
За віковим діапазоном населення розподілялося таким чином: 33,1 % — особи молодші 18 років, 59,7 % — особи у віці 18—64 років, 7,2 % — особи у віці 65 років та старші. Медіана віку мешканця становила 29,0 року. На 100 осіб жіночої статі у місті припадало 99,4 чоловіків;  на 100 жінок у віці від 18 років та старших — 97,1 чоловіків також старших 18 років.
Середній дохід на одне домашнє господарство  становив 66 442 долари США (медіана — 59 307), а середній дохід на одну сім'ю — 71 361 долар (медіана — 64 423). Медіана доходів становила 44 727 доларів для чоловіків та 35 859 доларів для жінок. За межею бідності перебувало 2,6 % осіб, у тому числі 3,2 % дітей у віці до 18 років та 0,0 % осіб у віці 65 років та старших.
Цивільне працевлаштоване населення становило 2818 осіб. Основні галузі зайнятості: освіта, охорона здоров'я та соціальна допомога — 24,2 %, виробництво — 15,0 %, роздрібна торгівля — 14,3 %.